# Ashikaga (stad)
Ashikaga (Japans: 足利市, Ashikaga-shi) is een stad in de prefectuur Tochigi op het Japanse eiland Honshu. De stad heeft een oppervlakte van 177,82 km² en medio 2008 ruim 157.000 inwoners. Ashikaga ligt aan de rivier Waterase.

## Geschiedenis
Tijdens de Heianperiode is Ashikaga gegroeid onder Minamoto no Yoshikuni (1082-1155), wiens afstammelingen de Ashikaga-clan vormden.
Op 1 januari 1921 krijgt Ashikaga de status van stad (shi). In de loop van de jaren zijn een reeks dorpen en gemeentes in Ashikaga opgegaan:
- 30 maart 1951: het dorp Keno (毛野村, Keno-mura),
- 1 april 1953: de gemeente Yamabe (山辺町, Yamabe-machi),
- 1 augustus 1954: de dorpen Mie (三重村, Mie-mura) en Yamamae (山前村, Yamamae-mura),
- 1 november 1954: de dorpen Kitago (北郷村, Kitagō-mura) en Nakusa (名草村, Nakusa-mura),
- 1 april 1959: het dorp Tomita (富田村, Tomita-mura),
- 1 juli 1960: een deel van het dorp Yabagawa (矢場川村, Yabagawa-mura),
- 1 oktober 1962: de gemeentes Mikuriya (御厨町, Mikuriya-machi) en Sakanishi (坂西町, Sakanishi-machi).

## Economie
Belangrijke takken van industrie in Ashikaga zijn de verwerking van zijde, handel in katoen en de productie van kunstvezels. Sinds de jaren 1980 is ook de metaalindustrie in opkomst, in het bijzonder de verwerking van aluminium.
Ashikaga is daarnaast een centrum voor de Chinese cultuur en het confucianisme. Er is een uitgebreide bibliotheek met Chinese literatuur en een Academie voor de studie van het Chinees.

## Bezienswaardigheden

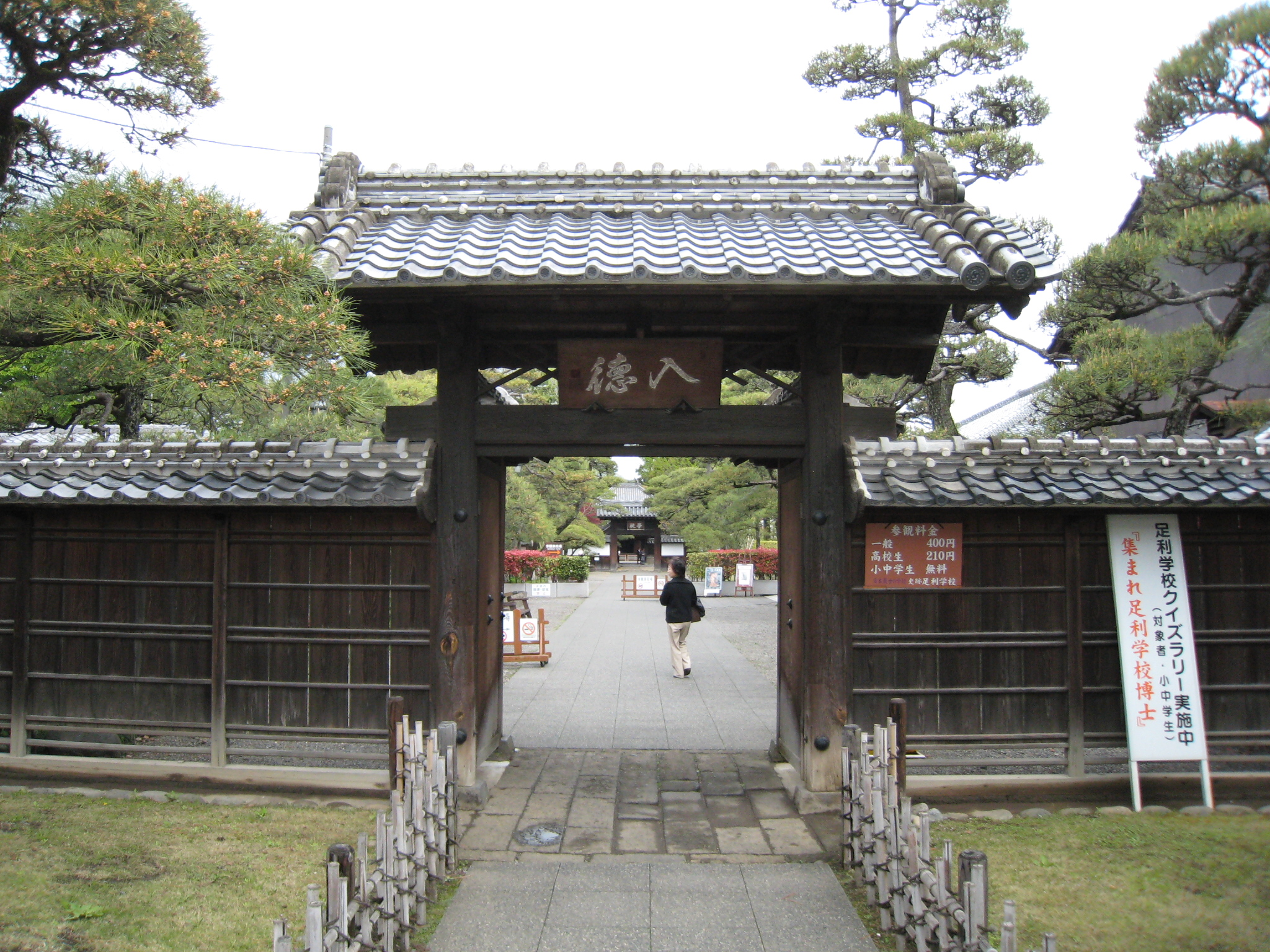
Ashikaga Gakko's hoofdingang

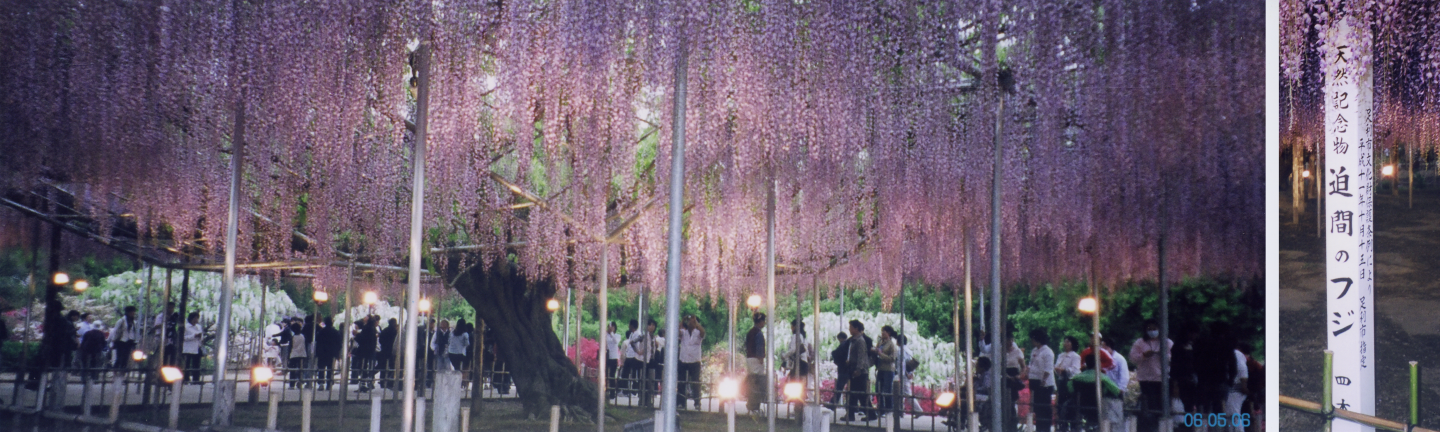
Blauweregen van 140 jaar en meer dan 500m²

- Ashikaga Gakkō (足利学校), de oudste school in Japan.
- Ashikaga-bloemenpark (足利フラワーパーク), met de oudste en grootste blauweregen in Japan.
- Orihime-jinja 織姫神社), gebouwd in 1879 ter bescherming van de textielindustrie.
- Bannajitempel (鑁阿寺), een boeddhistische tempel die bekend is door de relatie met de Ashikaga-clan.
- Kuruta-museum (栗田美術館), bekend van de collectie Imari en Nabeshima porselein.
- De Waterase-vuurwerkshow, jaarlijks op de eerste zaterdag van augustus, trekt duizenden bezoekers uit de hele regio Kantō.
- Op de hellingen aan de rand van de stad ligt de boerderij en wijngaard Coco, opgericht in 1950. In het derde weekeinde van november is er een oogstfeest, met muziek en wijnproeverij, dat duizenden bezoekers trekt.

## Verkeer
Ashikaga ligt aan de Ryōmō-lijn van de East Japan Railway Company en aan de Isesaki-lijn van de spoorwegmaatschappij Tōbu.
Ashikaga ligt aan de autosnelweg Kitakanto en aan de autowegen 50, 293 en 407

## Stedenbanden
Ashikaga heeft een stedenband met
- Jining (China), de geboorteplaats van Confucius, sinds 21 september 1984;
- Springfield (Verenigde Staten), sinds 10 oktober 1990.

## Geboren in Ashikaga
- Yumiko Hara (原裕美子, Hara Yumiko) (1982), langeafstandsloopster
- Masao Urino (売野 雅勇, Urino Masao) schrijver van liedteksten en scripts, filmregisseur

## Aangrenzende steden
- Sano
- Ōta
- Kiryū
- Tatebayashi